# Oxira mediotincta
Oxira mediotincta là một loài bướm đêm trong họ Noctuidae.